# Yanıktaş, Derepazarı
Yanıktaş là một xã thuộc huyện Derepazarı, tỉnh Rize, Thổ Nhĩ Kỳ. Dân số thời điểm năm 2010 là 363 người.